# Ulodesmus debilis
Ulodesmus debilis är en mångfotingart som beskrevs av Lawrence 1962. Ulodesmus debilis ingår i släktet Ulodesmus och familjen Gomphodesmidae. Inga underarter finns listade i Catalogue of Life.